# Bückeburg (stacja kolejowa)
Bückeburg – stacja kolejowa w Bückeburg, w kraju związkowym Dolna Saksonia, w Niemczech. Znajdują się tu 2 perony.